# Enhanced Interior Gateway Routing Protocol
Enhanced Interior Gateway Routing Protocol (EIGRP) je moderní směrovací protokol, který se používá v počítačových sítích pro podporu automatizace u směrování a konfigurace. Protokol byl navržen společností Cisco Systems jako proprietární protokol, který byl do roku 2013 k dispozici pouze na Cisco routerech. V roce 2013 byl protokol společností Cisco dán k dispozici jako volně dostupný standard.
EIGRP je používán routerem, aby sdílel trasy s ostatními routery v rámci stejného autonomního systému. Na rozdíl od jiných známých směrovacích protokolů, jako např. RIP (Routing Information Protocol), EIGRP posílá pouze přírůstkové aktualizace, což snižuje zátěž zařízení a množství dat, které musí být předány.

## Přehled
EIGRP nahradil svého předchůdce The Interior Gateway Routing Protocol (IGRP) v roce 1993. Jedním z hlavních důvodů pro vytvoření nástupce byl přechod internetového protokolu (IP) na beztřídní adresy, které IGRP nepodporoval.
Téměř všechny routery obsahují směrovací tabulku, která obsahuje pravidla, podle kterých se směruje provoz v síti. V případě, že cesta k cíli není platná, provoz se ukončí. EIGRP je dynamický směrovací protokol, s jehož pomocí routery automaticky sdílejí informace o trasách, což usnadňuje práci správci sítě, který nemusí konfigurovat změny ve směrovacích tabulkách ručně. 
Kromě směrovacích tabulek využívá EIGRP i jiné tabulky pro ukládání vybraných dat:
- Tabulka sousedů (Neighbor Table) uchovává záznamy o IP adresách routerů, které mají přímé fyzické spojení s daným routerem. Routery, které jsou připojeny k tomuto routeru nepřímo, prostřednictvím jiného zařízení, nejsou zaznamenány v této tabulce, protože nejsou považovány za sousedy.

- Tabulka topologie (Topology Table) ukládá trasy na základě informací z tabulky sousedů. Na rozdíl od směrovací tabulky, tabulka topologie neukládá všechny trasy, ale pouze trasy, které byly určené pomocí EIGRP. Tato tabulka také zaznamenává metriky pro každou z uvedených EIGRP tras. Trasy v tabulce topologie jsou označeny jako "pasivní" nebo "aktivní". Pasivní znamená, že EIGRP určil cestu pro konkrétní trasu, a dokončil zpracování. Aktivní znamená, že EIGRP se stále snaží vypočítat nejlepší cestu pro konkrétní trasu. Trasy v tabulce topologie nemohou být zařízením použity, dokud nejsou vloženy do směrovací tabulky. Tabulka topologie nikdy není používána routerem, aby na jejím základě směroval provoz. Cesty v tabulce topologie nejsou vkládány do směrovací tabulky dokud jsou aktivní nebo mají vyšší vzdálenost než ekvivalentní cesty.

Informace v tabulce topologie mohou být vloženy do směrovací tabulky routeru a pak mohou být použity ke přesměrování provozu. Je-li síť z nějakého důvodu změněna, například fyzické spojení selže nebo se odpojí, cesta se stane nedostupnou. EIGRP je navržen pro detekci těchto změn a pokusí se najít novou cestu k cíli. Stará cesta, která již není dostupná, je odebrána ze směrovací tabulky, protože již není platná. Na rozdíl od většiny směrovacích protokolů, EIGRP v případě provedené změny neposílá všechna data ze směrovací tabulky, ale bude vysílat pouze změny, které byly provedeny od doby poslední aktualizace směrovací tabulky daného routeru. EIGRP neobesílá směrovací tabulky pravidelně, ale pouze v případě, že k nějaké skutečné změně došlo.Toto chování má více společného s link-state směrovacími protokoly, proto je EIGRP většinou považován za hybridní protokol.
V případě, že je router na němž běží EIGRP připojen k jinému routeru také s EIGRP, informace budou měnit navzájem mezi sebou a vznikne vztah známý jako přilehlost. V tomto vztahu proběhne vzájemná výměna informací mezi směrovacími tabulkami daných routerů. Poté, co k výměně došlo, jsou posílány pouze odlišující se změny pro oba routery.